# Sous les vents de Neptune
Sous les vents de Neptune est un roman policier de Fred Vargas publié en 2004. Il s'agit du quatrième roman mettant en scène le commissaire Jean-Baptiste Adamsberg et son équipe, ainsi que des personnages rencontrés dans les romans précédents.
Cet opus annonce des moments difficiles pour le commissaire Adamsberg, qui essuie de plus en plus d'hostilité de la part de son adjoint Adrien Danglard, et également une certaine antipathie d'autres collègues tels que Favre ou Retancourt.
Les dialogues en français québécois ont été très critiqués au Québec pour leur manque de réalisme qui ne répond souvent en rien à la langue parlée sur place.

## Résumé
Alors qu'il s'apprête à se rendre au Québec pour « une formation de deux semaines ciblée sur le traitement des empreintes génétiques », Adamsberg tente de renouer le dialogue avec Danglard, mais il est victime d'un malaise inexplicable.
Le commissaire finit cependant, avec l'aide de Danglard qui lui commente un tableau représentant le dieu Neptune, par saisir ce qui le trouble. La lecture d'un article de presse, relatant l'assassinat d'une jeune fille de trois coups de couteau, vient de faire resurgir en lui d'atroces souvenirs : ceux de son frère inculpé quelque trente ans auparavant pour le meurtre de sa fiancée et à qui Adamsberg a pu épargner la prison en falsifiant le dossier à charge, mais qu'il n'a jamais réussi à innocenter, malgré son identification certaine de l'assassin.
Le jeune policier qu'il était alors n'est jamais parvenu à faire entendre sa voix, car le véritable meurtrier n'était autre qu'un juge respecté. En désespoir de cause, il a tout de même continué sa traque, suivant le meurtrier pas à pas, jusqu'à la mort de ce dernier. Adamsberg avait donc vu s'envoler à jamais l'espoir d'innocenter totalement son frère. Cependant, quatorze ans après et contre toute logique, il lui faut se lancer sur les traces de ce fantôme.
Cette fois il a affaire à un ennemi qui, en plus de lui échapper toujours, utilisera tous les moyens pour le faire sombrer ; un ennemi qui le forcera à endosser un autre rôle : celui d'une proie et non d'un chasseur.
Adamsberg devra accepter l'aide de ceux dont il espérait le moins, et se méfier des autres.

## Extrait
« Cette fois, ses mains se mirent à trembler, cette fois son cœur s’accéléra. Rien de commun avec les quatre tornades qu’il avait subies, mais une émotion violente, de la stupéfaction et de la terreur. Le Trident. À présent que l’alcool avait engourdi ses muscles et apaisé les battements de son cœur, il pouvait réfléchir, commencer, essayer. Tenter de regarder le monstre que l’évocation de Neptune avait, enfin, fait émerger de ses propres cavernes. »

## Adaptation à la télévision
- 2008 : Sous les vents de Neptune, téléfilm français en 2 parties réalisé par Josée Dayan pour France 2 et diffusé les vendredi 15 et 22 février 2008, d'après le roman éponyme de Fred Vargas, avec Jean-Hugues Anglade, Jacques Spiesser, Hélène Fillières, Myriam Boyer et Jeanne Moreau[2].